# 釋湛空
釋湛空（1942年9月1日—2011年5月9日），俗名許正雄，法號湛空，出生於台南州台南市菱州街，是台灣佛教僧侶與佛教學者，台南市社團法人「大覺同心會」創辦人、台南市大覺講堂住持、講師，中華民國法務部榮譽教誨師。
早年曾經是混跡江湖的知名黑幫角頭老大，綽號「馬沙」、「空氣馬沙」，角頭幫派「風速四十米派」的創始人，混跡江湖三十餘載，無惡不做，因時常丟擲炸藥犯罪而聞名，並且與南北各地知名角頭熟識，在江湖地位上也被視為是縱貫線大哥。
四十三歲那年悔悟決心痛改前非遠離黑道生活，因緣際會下遁入佛門修行，成為海濤法師弟子剃度出家，並常於監獄弘法，勸化世人向善，以及創辦中途之家輔導更生人重新生活而廣為人知，媒體封之為「現代周處」。

## 生平

### 幼年時期
許正雄出生於日治時期，父親許水波為台南市菱州街豬隻屠宰場的屠夫，在當時社會上生活優渥，許正雄為二房所生，於家中排行第十，備受父母及長輩寵愛。名字「正雄」日語發音為「まさお」（masao），因此被取綽號為「馬沙」（日语：まさ，masa）。
1949年就讀立人國小期間，因從小備受長輩溺愛而不愛唸書，並因父親交友廣闊時常跟隨家人出入賭場等複雜場所，耳濡目染之下從小學會賭博及崇尚暴力，時常在學校發生暴力衝突，在學校當起小霸王，直到畢業後都還學不會注音。

### 黑幫生活
1956年小學畢業後少年時期短暫從事家中屠夫事業，時常流連在「水仙宮市場」、「賊仔市」、「小公園」等地結識當地小混混。並在1960年代青少年時期，在公園北路「乞食寮」開設賭場，時常與當地的幫派份子鬥毆逐漸闖出名號。許正雄率眾與敵對幫派械鬥時，都會在頭上綁上白布條以利辨識敵我雙方，並在某次下雨天手持武士刀械鬥時，相似日本電影「風速四十米」的畫面，因此被敵對幫派稱許正雄為「風速的老大」，便以此契機於公園路開基玉皇宮一帶成立「風速四十米派」的角頭幫派。
1961年8月，許正雄為爭奪賭場利益及收取保護費，以硫酸潑灑幫派份子李昌全導致眼睛失明，並波及路人而遭到警方追捕。並於1963年4月間，於台南縣玉井鄉遭逮捕，判刑八年有期徒刑關押至澎湖監獄。
1970年間，許正雄出獄後變本加利，除了經營賭場、收取轄區內賭場、酒店、舞廳、妓院保護費，更甚在曾文溪下遊鋪路佔地為王，收取經過車輛的過路費。許正雄也因時常丟擲炸藥犯罪而聞名於各地，並要求跟隨在身邊的小弟都要帶上炸藥，也因行事作風囂張而被冠上「空氣馬沙」的綽號，名號響亮也讓「風速四十米派」全盛時期高達六、七十人。許正雄也因此被情治單位提報為「甲級流氓」，並因在台南市永福路與「南門」角頭當街爆發槍戰震驚社會，警方追緝許正雄以藏匿並持有槍械罪名逮捕關押至蘭嶼監獄管訓四年。
1985年間，政府實行「一清專案」大掃黑，當時許正雄在高雄開設賭場，也因掃黑緣故導致賭場受到影響，並積欠二千萬元債務。期間遭到正在逃亡的兩名昔日小弟，因心生怨恨持槍強押許正雄至路竹鄉郊區欲將其槍殺，許正雄遭昔日小弟持槍指向腦部及心臟時，明白了自己一生作惡，如今報應來臨，在迎接死亡瞬間不禁大笑，卻也使得準備開槍的昔日小弟心生畏懼，因而放走許正雄。
許正雄奇蹟似的撿回一命，反省悔悟曾經的過往，毅然決定退出江湖，結束賭場生意並且解散幫派。

### 修心向善
許正雄為脫離幫派，因緣際會下結識宗教道場的吳寄生、顏美淑夫婦，在其道場接受教誨修行，戒掉長期菸酒的惡習，立誓修身茹素。並在道場主的幫助下，許正雄與妻子在台南市南區夏林路上，經營小攤販，販售檳榔、飲料等小生意，以及從事清潔公共廁所等工作。
除了在家修行也造訪各道場精舍，加入社團法人「天心慈善會」，投入慈善活動服務社會，並在會長許文正指引下，走遍了全台灣的大小監獄以自身經歷現身說法，講述「浪子菩提」的心路歷程，輔導受刑人向善走回正途。
遂於在1994年間發起民間宗教團體「大覺同心會」，每年安排數百場次監獄的教誨課程，投入教化課程達數十幾場，獲得法務部頒發優良教誨證書。並且成立中途之家，收容許多出獄的更生人，傳授佛法，供應食宿，輔導更生人學習素食、水餃等烹飪技巧，還為更生人開設洗車廠，輔導更生人重新回到社會，是當時台南市唯一的民間戒毒與收容更生人的中途之家。

### 出家傳道
1998年間許正雄在電視上看到海濤法師講述佛法，興起邀請海濤法師至監獄講述佛法的念頭，因而與海濤法師結下緣份，成為佛家弟子，並經由海濤法師剃渡出家，取法號湛空，稱為湛空法師。
湛空法師發起「大覺講堂」與「大覺佛學院」方便大眾參學佛法，並走入社區校園、推廣青少年預防犯罪宣講，與「大覺同心會」志工規劃了一系列關懷更生人創業方案，成立更生教育補習班輔導更生人考廚師、電腦操作、水電修護、冷凍空調證照、腳底按摩等等。湛空法師投入慈善所輔助幫助的更生人，高達上千位。
2011年5月9日湛空法師圓寂，享壽69歲。

## 軼聞
許正雄在脫離黑幫生活，尚未出家以前，曾經營檳榔攤販賣檳榔、飲料每日的營收僅數十元至數百元。相比之下昔日的小弟在當時已經是晉升為大哥，並經營賭場每日抽佣高達數十萬元，昔日小弟因感念早年許正雄的照顧多次希望湛空法師能重新出山重振「風速四十米派」，但許正雄因已向善予以拒絕。某次小弟駕駛數百萬元的BMW豪車載送湛空法師，但許正雄因心中萌生不踏實感，而向昔日小弟謊稱有事中途下車，轉而搭乘一般公車回家。
湛空法師許正雄混跡江湖之時，與台北廈門幫老大「圓仔花」鄭仁治、台中大湖仔老大「憨面」李照雄、台南東門老大「順風」曾順芳、台南公園口老大「堯哥」蔡堯欽等南北角頭熟識，因此在江湖上也被視為是縱貫線大哥的地位。即使退出江湖修心向善，也會因為有這層關係而有人請託出面協調紛爭，也曾經在出面調解時向黑幫份子宣揚佛法。2010年間李照雄告別式會場，也由湛空法師在告別式弘法。

## 外部連結
- 台南市大覺同心會
- 大覺同心會社團會史紀錄留念